# Gué-d'Hossus
Gué-d'Hossus és un municipi francès situat al departament de les Ardenes i a la regió del Gran Est. L'any 2007 tenia 504 habitants.

## Demografia

### Població
El 2007 la població de fet de Gué-d'Hossus era de 504 persones. Hi havia 198 famílies de les quals 48 eren unipersonals (36 homes vivint sols i 12 dones vivint soles), 71 parelles sense fills, 75 parelles amb fills i 4 famílies monoparentals amb fills.
La població ha evolucionat segons el següent gràfic:
Habitants censats

### Habitatges
El 2007 hi havia 225 habitatges, 201 eren l'habitatge principal de la família, 10 eren segones residències i 13 estaven desocupats. 219 eren cases i 6 eren apartaments. Dels 201 habitatges principals, 173 estaven ocupats pels seus propietaris, 24 estaven llogats i ocupats pels llogaters i 5 estaven cedits a títol gratuït; 1 tenia una cambra, 5 en tenien dues, 11 en tenien tres, 58 en tenien quatre i 126 en tenien cinc o més. 158 habitatges disposaven pel capbaix d'una plaça de pàrquing. A 95 habitatges hi havia un automòbil i a 85 n'hi havia dos o més.

### Piràmide de població
La piràmide de població per edats i sexe el 2009 era:
| Homes | Edats   | Dones |
| ----- | ------- | ----- |
| 0     | 95 o +  | 0     |
| 0     | 90 a 94 | 4     |
| 0     | 85 a 89 | 8     |
| 0     | 80 a 84 | 4     |
| 12    | 75 a 79 | 12    |
| 20    | 70 a 74 | 8     |
| 0     | 65 a 69 | 20    |
| 8     | 60 a 64 | 4     |
| 0     | 55 a 59 | 4     |
| 28    | 50 a 54 | 8     |
| 32    | 45 a 49 | 36    |
| 16    | 40 a 44 | 24    |
| 20    | 35 a 39 | 16    |
| 16    | 30 a 34 | 8     |
| 12    | 25 a 29 | 16    |
| 32    | 20 a 24 | 20    |
| 28    | 15 a 19 | 40    |
| 4     | 10 a 14 | 20    |
| 0     | 5 a 9   | 8     |
| 8     | 0 a 4   | 16    |

## Economia
El 2007 la població en edat de treballar era de 353 persones, 256 eren actives i 97 eren inactives. De les 256 persones actives 218 estaven ocupades (131 homes i 87 dones) i 38 estaven aturades (19 homes i 19 dones). De les 97 persones inactives 13 estaven jubilades, 29 estaven estudiant i 55 estaven classificades com a «altres inactius».

### Ingressos
El 2009 a Gué-d'Hossus hi havia 216 unitats fiscals que integraven 521,5 persones, la mediana anual d'ingressos fiscals per persona era de 17.359 €.

### Activitats econòmiques
Dels 8 establiments que hi havia el 2007, 3 eren d'empreses de construcció, 1 d'una empresa de comerç i reparació d'automòbils, 1 d'una empresa de transport, 2 d'empreses financeres i 1 d'una empresa classificada com a «altres activitats de serveis».
Els 2 serveis als particulars que hi havia el 2009 eren lampisteries.
L'únic establiment comercial que hi havia el 2009 era una adrogueria.
L'any 2000 a Gué-d'Hossus hi havia 10 explotacions agrícoles.

## Poblacions més properes
El següent diagrama mostra les poblacions més properes.